# Модуль упругости
Модуль упругости — физическая величина, характеризующая способность твёрдого тела (материала, вещества) сопротивляться упругой деформации при приложении к нему силы. В области упругой деформации модуль упругости тела в общем случае зависит от напряжения и определяется производной (градиентом) зависимости напряжения от деформации, то есть тангенсом угла наклона начального линейного участка диаграммы напряжений-деформаций:
{\displaystyle E\ {\stackrel {\text{def}}{=}}\ {\frac {d\sigma }{d\varepsilon }}}
где:
- E  — модуль упругости;
- {\displaystyle \sigma } — напряжение, вызываемое в образце действующей силой (равно силе, делённой на площадь приложения силы);
- {\displaystyle \varepsilon } — упругая деформация образца, вызванная напряжением (равна отношению изменения размера образца после деформации к его первоначальному размеру).

В наиболее распространенном случае зависимость напряжения и деформации линейная (закон Гука):
{\displaystyle E={\frac {\sigma }{\varepsilon }}}.
Если напряжение измеряется в паскалях, то, поскольку деформация является безразмерной величиной, единицей измерения Е также будет паскаль. Альтернативным определением является определение, что модуль упругости — это напряжение, достаточное для того, чтобы вызвать увеличение длины образца в два раза. Такое определение не является точным для большинства материалов, потому что это значение намного больше чем предел текучести материала или значения, при котором удлинение становится нелинейным, однако оно может оказаться более интуитивным.
Разнообразие способов, которыми могут быть изменены напряжения и деформации, включая различные направления действия силы, позволяют определить множество типов модулей упругости. Здесь даны три основных модуля:
- Модуль Юнга  (E) характеризует сопротивление материала растяжению/сжатию при упругой деформации, или свойство объекта деформироваться вдоль оси при воздействии силы вдоль этой оси; определяется как отношение напряжения к деформации сжатия (удлинения). Часто модуль Юнга называют просто модулем упругости.
- Модуль сдвига или модуль жесткости (G или {\displaystyle \mu }) характеризует способность материала сопротивляться изменению формы при сохранении его объёма; он определяется как отношение напряжения сдвига к деформации сдвига, определяемой как изменение прямого угла между плоскостями, по которым действуют касательные напряжения. Модуль сдвига является одной из составляющих явления вязкости.
- Модуль объёмной упругости или Модуль объёмного сжатия (K) характеризует способность объекта изменять свой объём под воздействием всестороннего нормального напряжения (объёмного напряжения), одинакового по всем направлениям (возникающего, например, при гидростатическом давлении). Он равен отношению величины объёмного напряжения к величине относительного объёмного сжатия. В отличие от двух предыдущих величин, модуль объёмной упругости невязкой жидкости отличен от нуля (для несжимаемой жидкости — бесконечен).

Существуют и другие модули упругости: коэффициент Пуассона, параметры Ламе.
Гомогенные и изотропные материалы (твердые), обладающие линейными упругими свойствами, полностью описываются двумя модулями упругости, представляющими собой пару любых модулей. Если дана пара модулей упругости, все другие модули могут быть получены по формулам, представленным в таблице ниже.
В невязких течениях не существует сдвигового напряжения, поэтому сдвиговый модуль всегда равен нулю. Это влечёт также и равенство нулю модуля Юнга.
| Формулы преобразования | Формулы преобразования                              | Формулы преобразования                | Формулы преобразования                              | Формулы преобразования                   | Формулы преобразования                                    | Формулы преобразования                           | Формулы преобразования                               | Формулы преобразования                       | Формулы преобразования                   |
| --- | --------------------------------------------------- | ------------------------------------- | --------------------------------------------------- | ---------------------------------------- | --------------------------------------------------------- | ------------------------------------------------ | ---------------------------------------------------- | -------------------------------------------- | ---------------------------------------- |
| Упругие свойства гомогенных изотропных линейно-упругих материалов уникально определяются любыми двумя модулями упругости. Таким образом, имея два модуля, остальные можно вычислить по следующим формулам: |                                                     |                                       |                                                     |                                          |                                                           |                                                  |                                                      |                                              |                                          |
| | {\displaystyle (\lambda ,\,G)}                      | {\displaystyle (E,\,G)}               | {\displaystyle (K,\,\lambda )}                      | {\displaystyle (K,\,G)}                  | {\displaystyle (\lambda ,\,\nu )}                         | {\displaystyle (G,\,\nu )}                       | {\displaystyle (E,\,\nu )}                           | {\displaystyle (K,\,\nu )}                   | {\displaystyle (K,\,E)}                  |
| {\displaystyle K=}модуль объемной упругости | {\displaystyle \lambda +{\frac {2G}{3}}}            | {\displaystyle {\frac {EG}{3(3G-E)}}} |                                                     |                                          | {\displaystyle \lambda {\frac {1+\nu }{3\nu }}}           | {\displaystyle {\frac {2G(1+\nu )}{3(1-2\nu )}}} | {\displaystyle {\frac {E}{3(1-2\nu )}}}              |                                              |                                          |
| {\displaystyle E=}модуль продольной упругости Юнга | {\displaystyle G{\frac {3\lambda +2G}{\lambda +G}}} |                                       | {\displaystyle 9K{\frac {K-\lambda }{3K-\lambda }}} | {\displaystyle {\frac {9KG}{3K+G}}}      | {\displaystyle {\frac {\lambda (1+\nu )(1-2\nu )}{\nu }}} | {\displaystyle 2G(1+\nu )}                       |                                                      | {\displaystyle 3K(1-2\nu )}                  |                                          |
| {\displaystyle \lambda =}первый параметр Ламе |                                                     | {\displaystyle G{\frac {E-2G}{3G-E}}} |                                                     | {\displaystyle K-{\frac {2G}{3}}}        |                                                           | {\displaystyle {\frac {2G\nu }{1-2\nu }}}        | {\displaystyle {\frac {E\nu }{(1+\nu )(1-2\nu )}}}   | {\displaystyle {\frac {3K\nu }{1+\nu }}}     | {\displaystyle {\frac {3K(3K-E)}{9K-E}}} |
| {\displaystyle G=}модуль сдвига или второй параметр Ламе |                                                     |                                       | {\displaystyle 3{\frac {K-\lambda }{2}}}            |                                          | {\displaystyle \lambda {\frac {1-2\nu }{2\nu }}}          |                                                  | {\displaystyle {\frac {E}{2+2\nu }}}                 | {\displaystyle 3K{\frac {1-2\nu }{2+2\nu }}} | {\displaystyle {\frac {3KE}{9K-E}}}      |
| {\displaystyle \nu =}коэф. пуассона | {\displaystyle {\frac {\lambda }{2(\lambda +G)}}}   | {\displaystyle {\frac {E}{2G}}-1}     | {\displaystyle {\frac {\lambda }{3K-\lambda }}}     | {\displaystyle {\frac {3K-2G}{2(3K+G)}}} |                                                           |                                                  |                                                      |                                              | {\displaystyle {\frac {3K-E}{6K}}}       |
| {\displaystyle M=} | {\displaystyle \lambda +2G}                         | {\displaystyle G{\frac {4G-E}{3G-E}}} | {\displaystyle 3K-2\lambda }                        | {\displaystyle K+{\frac {4G}{3}}}        | {\displaystyle \lambda {\frac {1-\nu }{\nu }}}            | {\displaystyle G{\frac {2-2\nu }{1-2\nu }}}      | {\displaystyle E{\frac {1-\nu }{(1+\nu )(1-2\nu )}}} | {\displaystyle 3K{\frac {1-\nu }{1+\nu }}}   | {\displaystyle 3K{\frac {3K+E}{9K-E}}}   |

Модули упругости (Е) для некоторых веществ:
| Материал | Е, МПа | Е, кгс/см² |
| -------- | ------ | ---------- |
| Алюминий | 70000  | 713 800    |
| Вода     | 2030   | 20300      |
| Дерево   | 10000  | 102 000    |
| Кость    | 30000  | 305 900    |
| Медь     | 100000 | 1 020 000  |
| Резина   | 5      | 50         |
| Сталь    | 200000 | 2 039 400  |
| Стекло   | 70000  | 713 800    |
| Алмаз    | 815773 | 8 000 000  |